# Sericochroa hibrida
Sericochroa hibrida är en fjärilsart som beskrevs av William Schaus 1911. Sericochroa hibrida ingår i släktet Sericochroa och familjen tandspinnare. Inga underarter finns listade i Catalogue of Life.